# Pinde
Pour les articles homonymes, voir Pinde (homonymie).
Le Pinde (en grec moderne : Πίνδος ; en albanais Pindi) est un massif montagneux de l'Épire, dans le Nord de la Grèce et le Sud-Est de l'Albanie. Dans la littérature de l'Antiquité grecque, il est dit qu'il était dédié à Apollon, dieu de la musique et de la poésie, ainsi qu'aux Muses. Il est classé parc national.
Long de 180 kilomètres, le massif culmine à 2 637 mètres au Smólikas. Il fait partie de l'arc montagneux qui part des Alpes, se prolonge dans les Alpes dinariques, les monts Šar puis se poursuit (après le Pinde) dans le Parnasse et les montagnes du Péloponnèse, puis Cythère, la Crète, Kárpathos, Rhodes pour se terminer avec les monts Taurus en Asie mineure.

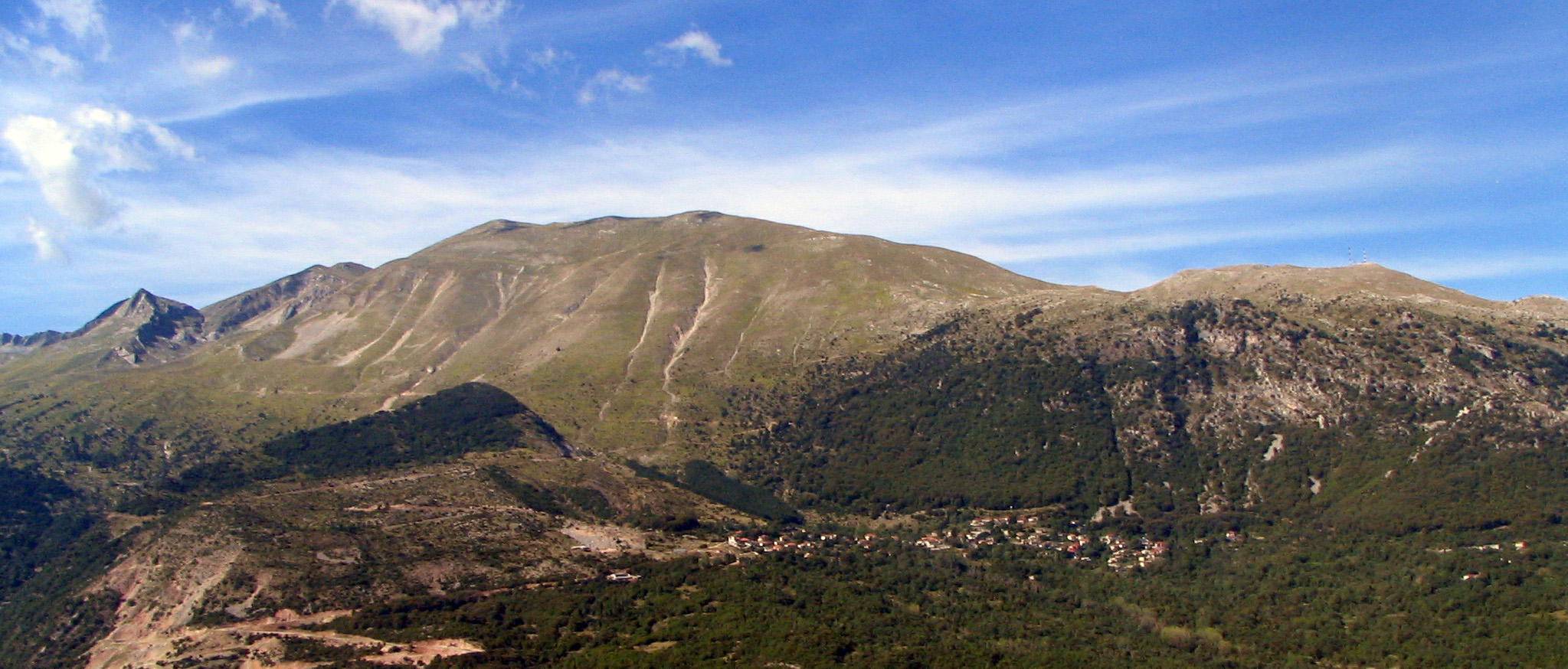
Vue du Pinde.

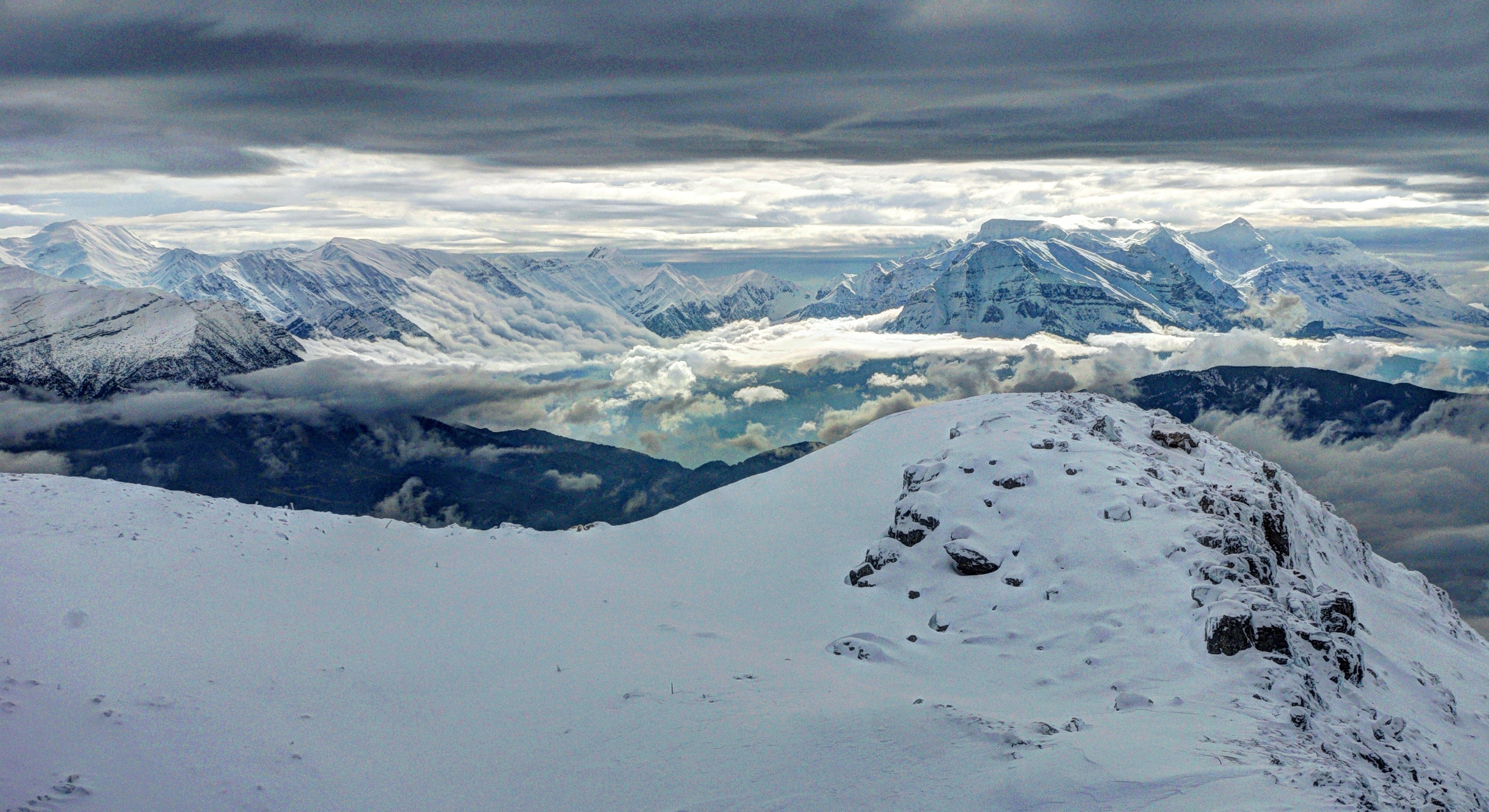
Vue depuis le sommet du mont Mitsikeli dans le Pinde.